# Вулиця Будівельників (Київ, Дніпровський район)

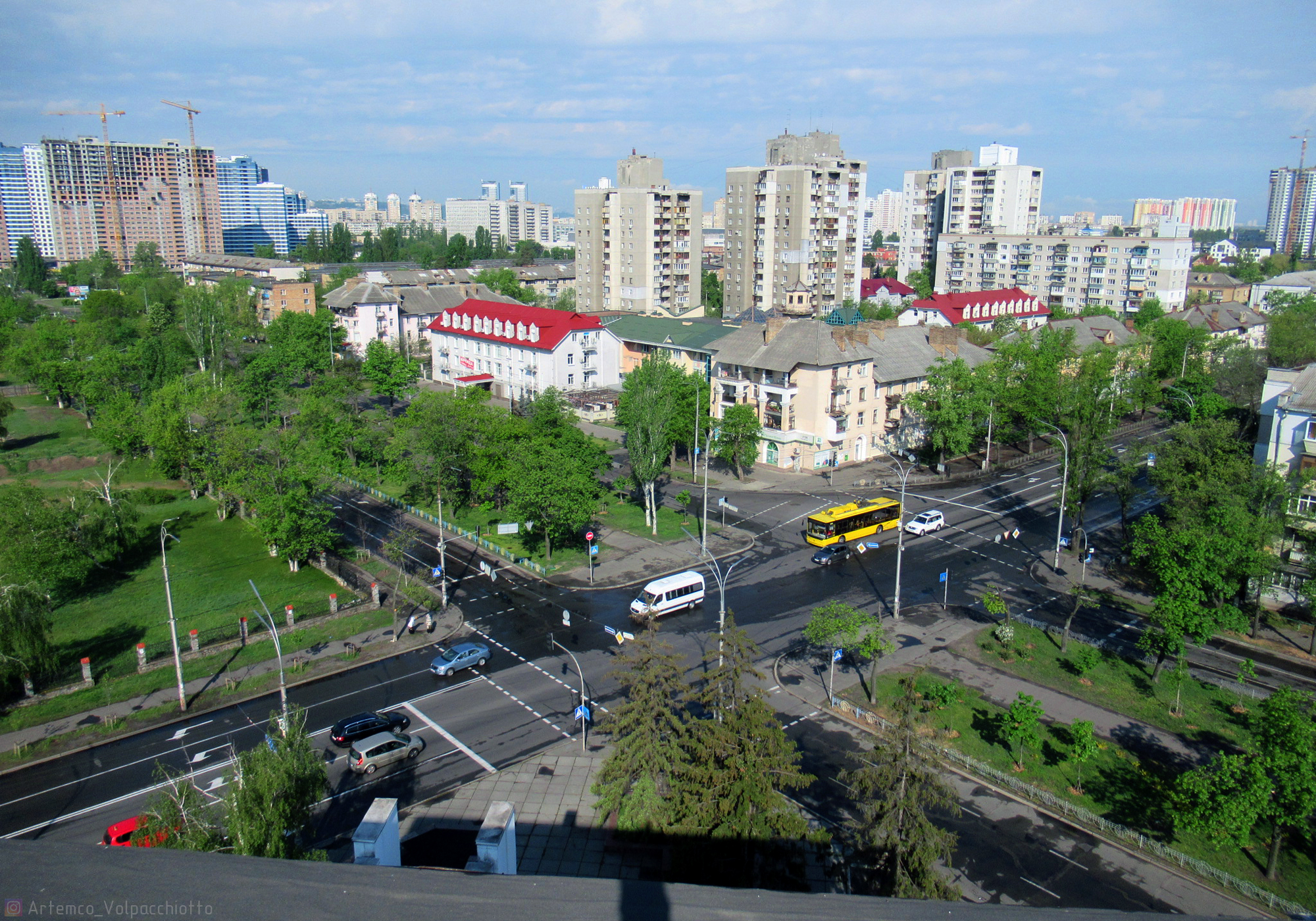
перетин з бульваром Верховної Ради, вулиця становиться односторонньою

Ву́лиця Будіве́льників — вулиця в Дніпровському районі міста Києва, місцевість Соцмісто. Пролягає від Дарницької площі до проспекту Георгія Нарбута.
Прилучаються проспект Леоніда Каденюка, вулиця Григорія Чупринки, бульвар Верховної Ради, вулиці Вінстона Черчилля, Краківська, Гетьмана Павла Полуботка, Броварський проспект (шляхопровід) і вулиця Андрія Малишка.

## Історія
Вулиця виникла в 1950-х роках під назвою 801-ша Нова́. Сучасна назва — з 1955 року. У 1965 році від вулиці відокремлено вулицю Володимира Сосюри.

## Установи та заклади
- Відділення зв'язку № 100 (буд. 32/2)

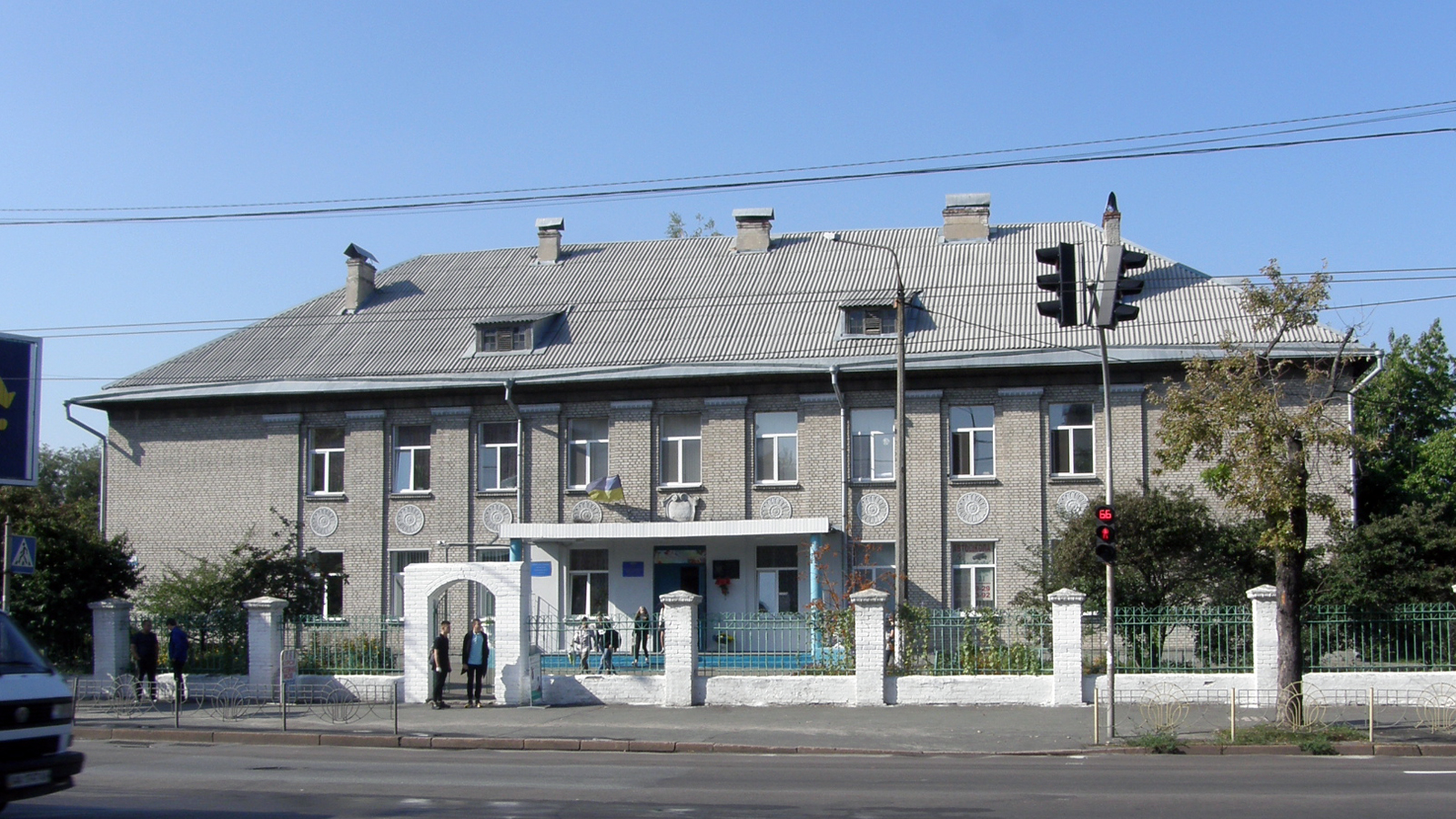
№ 37 — школа № 148, типовий проєкт

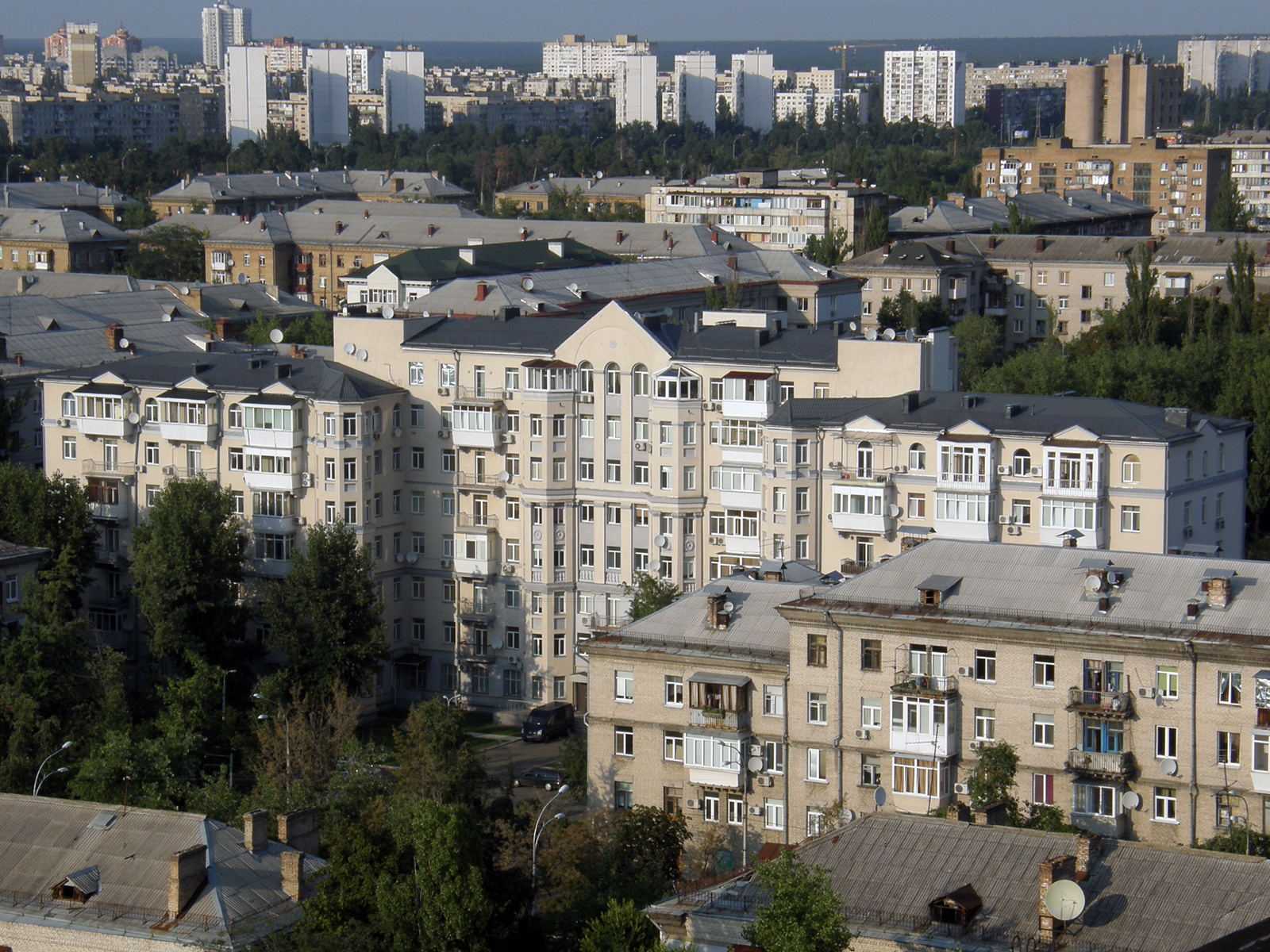
житловий будинок № 30

- Загальноосвітня школа № 148 (буд. № 37)
- Загальноосвітня школа № 188 (буд. № 10)
- Управління культури Дніпровської районної державної адміністрації (буд. № 34/1)
- Управління з питань надзвичайних ситуацій Дніпровської районної державної адміністрації (буд. № 24-А)
- Київська державна інспекція охорони праці в енергетиці (буд. № 25)